# Compressore alternativo

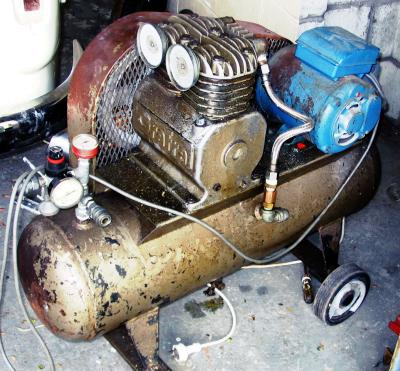
Compressore alternativo

Un compressore alternativo è un tipo di compressore volumetrico, che sfrutta il lavoro svolto da un motore (sia esso di tipo elettrico o termico) per aumentare la pressione di un flusso gassoso. È utilizzato principalmente nella compressione dell'aria, in vari processi legati all'estrazione/trasporto/utilizzo di gas derivati dall'estrazione del petrolio, per gas tecnici come azoto e ossigeno, o anche per il fluido refrigerante all'interno degli impianti di aria condizionata.

## Descrizione e Funzionamento del compressore d'aria
L'aria da comprimere è aspirata nel cilindro dall'insieme condotto di aspirazione/valvola di aspirazione, mentre quella compressa è espulsa dal cilindro verso l'insieme valvola di mandata/condotto di mandata. Solitamente a valle del condotto di mandata  è presente un serbatoio (detto “polmone”) che serve a smorzare gli sbalzi di pressione/portata (pulsazioni) legati al moto alternativo del pistone; questo serbatoio inoltre, se di grandi dimensioni, permette di avere una riserva/accumulo d'aria compressa in modo da non avere la necessità di mantenere il compressore sempre in moto.
Comunemente i compressori alternativi sono azionati da motori elettrici, o in rari casi con motori a combustione interna (termici).

## Componenti del compressore alternativo (generico)

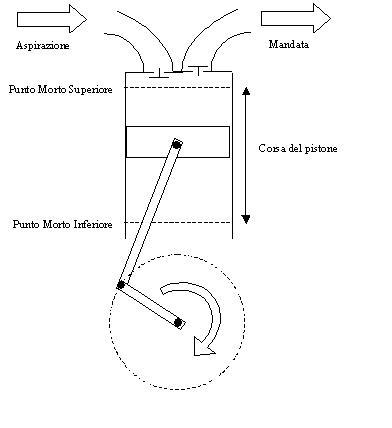
Schema di un compressore alternativo

Il compressore alternativo è costituito dalle seguenti parti principali:
- Pistone: è l'organo deputato a comprimere il gas. Si muove di moto alternativo grazie ad un motore, al quale è collegato mediante un meccanismo biella-manovella. La superficie attiva del pistone (quella a contatto con il gas) si muove tra il Punto Morto Superiore (PMS) ed il Punto Morto Inferiore (PMI), e la distanza tra i due punti morti è detta corsa del pistone.Inoltre il pistone è munito sia di fascia elastica sia di anello raschiaolio che servono a garantire la separazione tra la camera di compressione e la parte del manovellismo.
- Cilindro: è la sede entro cui scorre il pistone.
- Testata: è la parte superiore del cilindro, nella quale generalmente sono alloggiate le valvole.
- Valvola di aspirazione: è una valvola che mette in comunicazione il condotto di aspirazione ed il cilindro, questa valvola è di tipo lamellare, quindi non è comandata ma automatica, ovvero si apre quando la pressione nel condotto di aspirazione è superiore a quella del cilindro, mentre si chiude nel caso contrario.
- Valvola di mandata, è una valvola che mette in comunicazione il cilindro ed il condotto di mandata, questa valvola è del tipo lamellare, quindi non è comandata ma automatica, ovvero si apre automaticamente quando la pressione nel cilindro è superiore a quella nel condotto di mandata, mentre si chiude nel caso contrario.

## Principio di funzionamento

Diagramma di funzionamento P-V di un compressore a movimento alternativo, i punti rossi raffigurano l'apertura o chiusura delle valvole, mentre la linea rossa la pressione atmosferica:
A) La curva nera rappresenta il limite di funzionamento ideale, la curva ciano (azzurro) rappresenta il limite reale
B) Funzionamento con la bombola d'aria quasi completamente piena
C) Funzionamento con la bombola d'aria riempita per circa la metà
D) Funzionamento con la bombola scarica

Quando il pistone si trova al punto morto inferiore, la valvola di aspirazione commuta la sua posizione da aperta a chiusa, con la successiva corsa del pistone verso il punto morto superiore si ha un aumento della pressione del cilindro del compressore, fin quando la pressione presente in tale cilindro non supera quella presente nella bombola, la valvola di mandata rimane chiusa, tanto prima avviene e tanto maggiore è la quantità d'aria che verrà pompata nel serbatoio (durante questa fase la pressione rimane quasi costante), arrivati al PMS si ha la chiusura della valvola di mandata, con la successiva corsa del pistone verso il PMI si ha una riduzione della pressione all'interno del compressore e fino a quando la pressione diventa minore rispetto a quella esterna non si apre la valvola d'aspirazione.
Il ciclo descritto sopra è un ciclo ideale, mentre quello reale presenta delle differenze.
Quando il flusso attraversa le valvole, esse causano una perdita di carico nel gas. Per questo motivo in realtà la pressione del gas nel cilindro quando si apre la valvola di aspirazione è più alta di quella di mandata. Analogamente, la pressione che si ha quando si apre la valvola di aspirazione è in realtà inferiore a quella di aspirazione.
Inoltre occorre tenere presente l'inerzia delle valvole. Il ritardo nell'apertura della valvola di aspirazione provoca un picco di depressione in prossimità dell'apertura della stessa apertura, mentre il ritardo nell'apertura della valvola di mandata provoca un picco di sovrapressione in prossimità della stessa apertura.
Per queste ragioni principali il ciclo reale richiede un lavoro del motore superiore rispetto al caso ideale a parità di massa d'aria aspirata.

## Campi di applicazione
Il compressore alternativo è una macchina semplice e di tecnologia ormai matura. 
Viene preferito agli altri tipi di compressore per gli utilizzi domestici, o comunque per usi con potenze installate limitate proprio grazie alla sua semplicità. È di uso quasi universale nella compressione dell'aria o di un fluido refrigerante (tranne che per alte e altissime portate, dove si tende ad usare rispettivamente i compressori centrifughi e assiali multi-stadio). Consente dei rapporti di compressione di 7:1 - 9:1 per stadio. Con stadi multipli si possono raggiungere pressioni di mandata particolarmente alte, come quelle usate per la ricarica dell'autorespiratore, ove  con 3 o 4 stadi si raggiungono pressioni di 250 bar e oltre.
Un esempio di applicazione in impianti industriali è quello della produzione del polietilene a bassa densità (LDPE), dove vengono utilizzati particolari versioni di compressori alternativi che partendo da una pressione di aspirazione del primo stadio di circa 150/200 bar, raggiungono una pressione in mandata del secondo stadio di circa 2900 bar (con speciali intercooler per il raffreddamento del gas compresso, in questo caso etilene).
Anche in usi di processo, e quindi gas-lift, reinjection, pipeline o trattamento gas, questo tipo di compressore si utilizza principalmente per portate limitate e alti rapporti di compressione, che possono essere raggiunti anche in configurazioni a più di uno stadio. In alcuni modelli il gas è compresso in sequenza da più pistoni in serie.
Alcuni modelli necessitano di lubrificazione con olio, come i compressori alternativi aperti (ossia caratterizzati da un albero terminante in una puleggia per l'azionamento da parte del motore termico), quelli a piatto oscillante oppure quelli a pistoni disposti a V usati negli impianti di climatizzazione per autoveicoli. I modelli lubrificati ad olio non sono in genere adatti alla compressione di aria pulita, come quella per uso medico o strumentale, a causa delle tracce di olio lubrificante in soluzione col fluido pompato richiesto per la lubrificazione dei cilindri e degli altri organi meccanici del compressore, anche con l'ausilio del separatore di rugiada. Esistono tuttavia modelli detti a secco che non usano olio (ma hanno forti limitazioni sui rapporti di compressione e necessitano di  una delicata manutenzione).

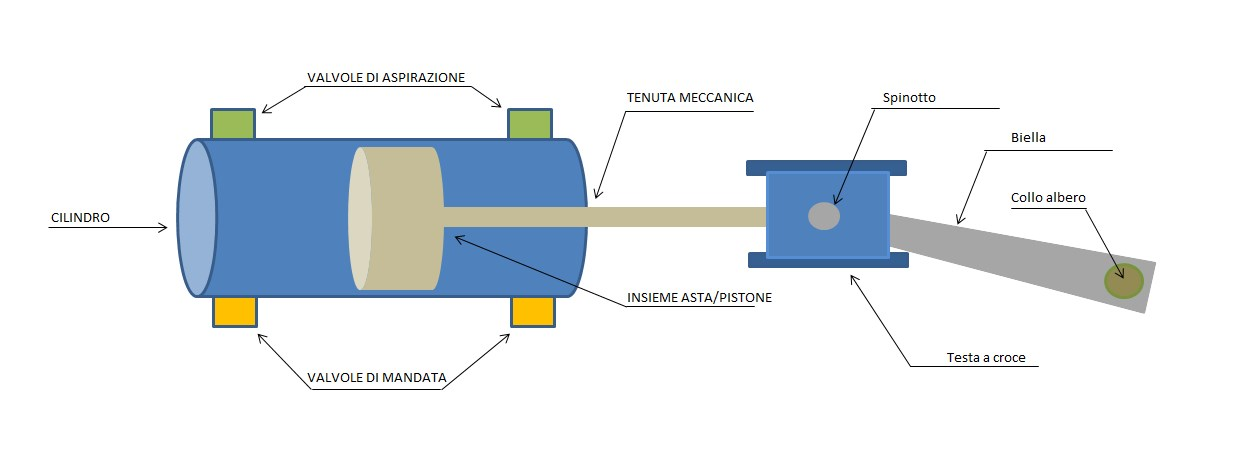
Schema compressore doppio effetto

### Compressore a doppio effetto
Il compressore detto a doppio effetto è in grado di sfruttare anche la corsa verso il PMI (punto morto inferiore) del pistone. Questa soluzione permette di incrementarne notevolmente l'efficienza e la portata, ma implica un diverso tipo di trasmissione, infatti è necessaria una TAC (testa a croce) tra il sistema biella/manovella e l'asta del pistone, in quanto l'asta dovrà essere sempre allineata all'insieme pistone/cilindro per consentire alla tenuta meccanica di poter separare correttamente la parte in pressione da quella di trasmissione.